# Kasteel ten Bos

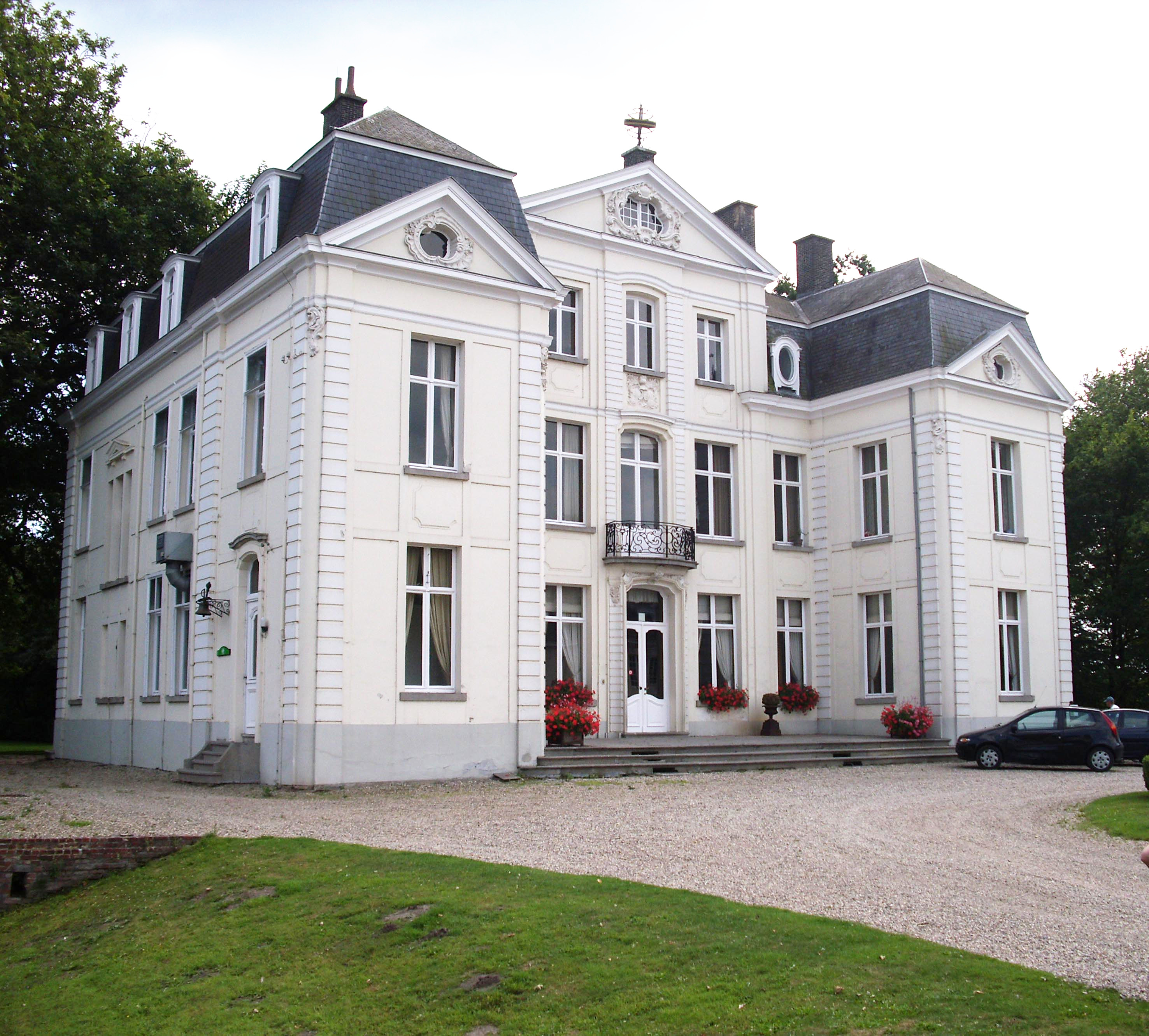
Kasteel ten Bos

Het Kasteel ten Bos (ook: Kasteel van Wippelgem) is een kasteel met domein in de tot de Oost-Vlaamse gemeente Evergem behorende plaats Wippelgem, gelegen aan Kramershoek 2-6.

## Geschiedenis
Het domein werd in 1375 voor het eerst vermeld, als Goed ten Hulle, dat toen in het bezit was van de Gentse patriciër Sander Cante.
Omstreeks 1400 werd het goed verkocht aan Gelnoot III Damman, Gentse patriciër en grootgrondbezitter. Zijn dochter Alexandrina, gehuwd met Jan van Hembyze, heer van Braekele, erfde het goed en liet het op haar beurt over aan hun zoon Daniel, wiens dochter, Margriete van Hembyze, huwde met Joos van Braekele (gheseit van den Bossche).
In 1612 overleed de toenmalige eigenaar Joos van Brakele, die gehuwd was met Anna Triest. Na haar dood in 1625 erfde Adriaan Triest het domein en verkocht het door aan jonkheer Charles Wauters, heer van Ruddervoorde.
In 1719 werd het verkocht aan Jonkheer Hubert Francies Pieter, burggraaf van Nieuwland, heer van Ruddervoorde en Pottelsberge, De Nieulant et de Pottelsberghe. Op 4 juli 1720 werd de huiskapel ingewijd.
in 1783 veranderde het nogmaals van eigenaar, en het domein kwam in handen van Joannes van der Meersch.
De volgende eigenaar werd Joseph Sébastien della Faille d'Assenede. Het kasteel kreeg de naam ‘Kasteel Della Faille’ of ‘Den Bosch van Della Faille’, want het domein was volledig omgeven door bossen en plantages. Zijn oudste dochter Marie-Rosalie della Faille d’Assenede was gehuwd met Jacques van den Hecke de Lembeke en hun dochter Euphrasie van den Hecke huwde met Victor de Neve de Roden. Dit paar erfde het kasteel omstreeks 1850. Ze schonken een stuk grond voor de kerk van Wippelgem en in 1856 werd de dreef naar de straat doorgetrokken naar de kerk van Wippelgem. Hun zoon Alfred de Neve de Roden huwde met Léonie Kervyn d'Oud Mooreghem. Toen die twee bij een verkeersongeval omkwamen op 28 augustus 1909, ging het goed over in handen van Victor de Crombrugghe de Looringhe. Het werd vanaf dan het "Kasteel de Crombrugghe" genoemd. Victor de Crombrugghe de Looringhe was gehuwd met Jeanne de Neve de Roden. Na hun dood erfde één van hun kinderen, Jossine de Crombrugghe de Looringhe, het domein. Zij stierf in 1986. Het domein bleef daarna eigendom van de familie de Crombrugghe de Looringhe. Het werd verhuurd en vanaf 1992 uitgebaat als restaurant en feestzaal, maar eind 2008 kocht de gemeente Evergem het domein. In 2009 werd het deels opgeknapt. Sinds 2010 hebben er jubilea en trouwceremonies plaats.

## Gebouw
Een notariële akte van 1779 beschrijft het als volgt : "het kasteel ofte huys van plaisance ... zijnde den bouw van drij stagien, hebbende remisen en stallinge voor veerthien peirden, woonste en stallingen voor den hovenier, duyvekeete, ys-put, eenen hof rondom in zijne mueren ... dreven, wallen, spiegels ofte bassins, parterre en voordere hovingen, zevensterre, bosquès en andere wandelingen”.
Het kasteel werd (na een brand) geheel herbouwd in 1892. Het is een complex op U-vormige plattegrond, waarbij de zijvleugels naar voren steken zodat de ingangspartij aan drie zijden is omgeven. Het geheel heeft een classicistische uitstraling.
Het interieur omvat een 'klein salon', een 'groot salon' en een trap.
Ten noorden van het kasteel staat een vierkante duiventoren in baksteen en zandsteen. De toren draagt een gevelsteentje met mogelijk het jaartal 1623. Verder zijn er paardenstallen en een tuinmanswoning. Ook is er een kasteelhoeve met wagenhuis en stallen.
Het park is omgracht en daarbuiten bevindt zich nog een ijskelder, een ommuurde moestuin en een serre.